# ガラホ
- 携帯電話 > フィーチャーフォン > ガラホ
- 携帯電話 > 日本における携帯電話 > ガラホ

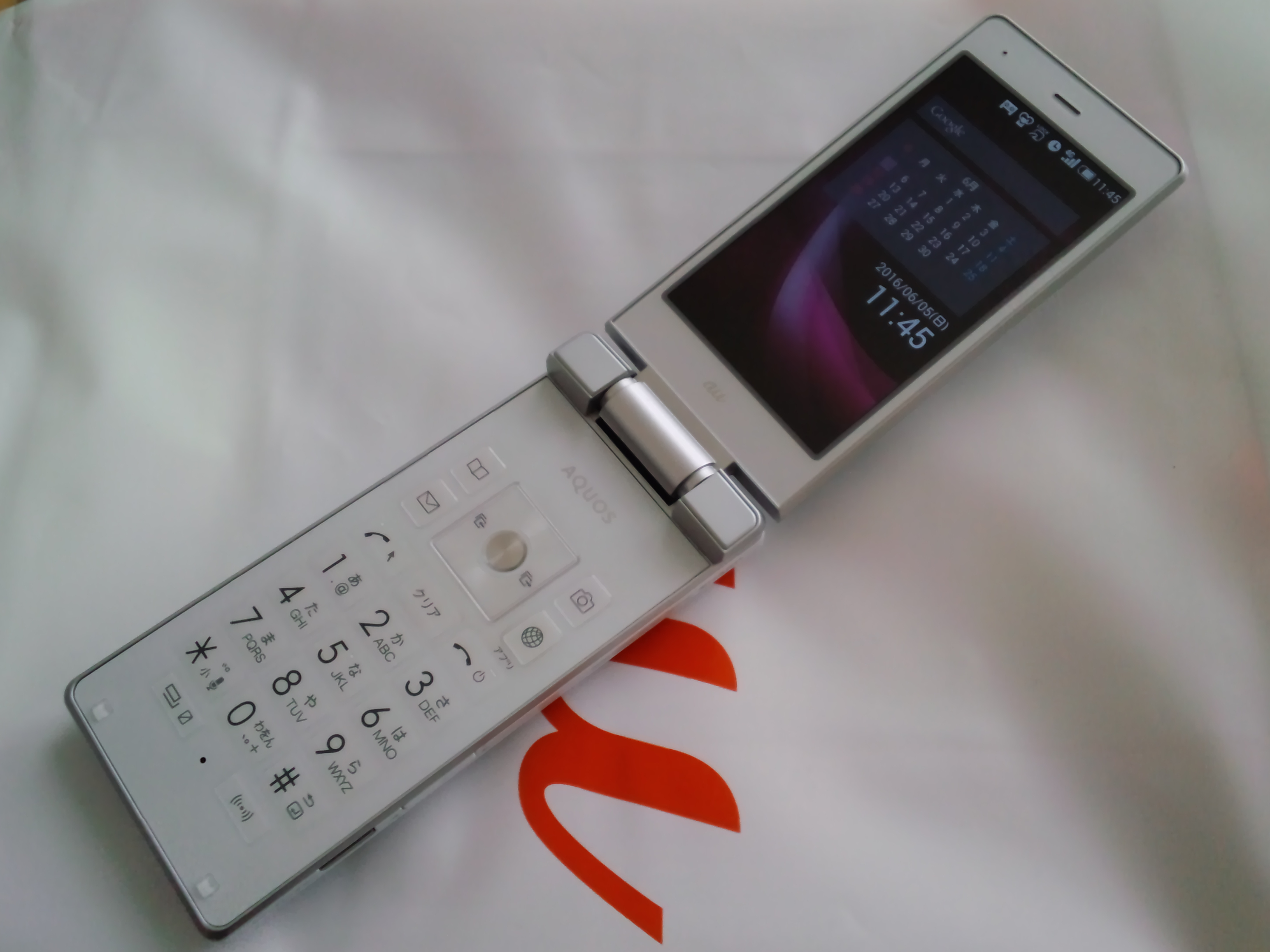
ガラホの例：
au AQUOS K SHF32
（シャープ製）

ガラホとは、スマートフォン用のOSや半導体部品を転用して（一部を除く）開発された、日本国内向けフィーチャーフォン（いわゆるガラパゴスケータイ）の一種を指す新造語。

## 技術基盤
技術基盤はスマートフォンと共通であっても、機能仕様設計の大部分は「ガラホ」の想定利用ユーザーのために、操作性も考慮して、従来のフィーチャーフォンに準じているか若干の拡張に留まり、機能が最低限に絞り込まれている点が特徴である。
「ガラケー（ガラパゴスケータイ）+スマホ（スマートフォン）」を語源とするが、発売初期の紆余曲折、語感などからガラケー型スマホなどと誤解されることも少なくない。また、日本独特の機能（おサイフケータイやワンセグテレビ）を搭載したスマートフォンを指す「ガラパゴススマートフォン（ガラスマ）」、ならびにその中でも形状をフィーチャーフォンに似せた製品群「スマートケータイ（スマケー）」との混同も多い。そのためかフィーチャーフォンの一種であることを強調して「新型ガラケー」や、使用されているオペレーティングシステム(OS)の名前を冠して「Androidガラケー」などと呼ばれることもある。
混同されやすい三つの語を簡潔に区別すると、
- ガラスマ：スマホにおサイフケータイやワンセグ等のガラケーの機能を取り入れたもの（ガラパゴス化したスマホ）
  - スマケー：ガラスマの中でもテンキー付きで折り畳み型やスライド型等、形状をガラケーに似せたもの（ケータイ型スマホ）[注 1]
- ガラホ：ガラケーを作るにあたり、OSを含むスマホの技術・部品を転用したもの（ガラケーの機能・表示・操作感の再現などを目的に、スマホにある機能が一部削られている）

ということである。
さらに、「Androidフィーチャーフォン」には、「Android搭載のフィーチャーフォン」がすべて含まれている。日本独特の「ガラパゴスケータイ」機能を必ずしも含んでいるとは限らない（ガラホはそのようなデバイスの一種だが、日本国外で販売されているより基本的なデバイスもある）。
なお、「ガラホ」という単語はKDDIによって商標登録されているため、他社が取り扱う類似端末は商品名にはガラホは使えないが、便宜上この記事に包括して記載する。

## 開発経緯
機器操作が苦手な人や、年配者にはフィーチャーフォンへの根強い需要が存在している。しかし従来型フィーチャーフォンで使用されていた独自OS（）の開発停滞と、それらに対応するチップセットやCPUといった半導体部品の製造終了（新型部品への切り替えに伴う対応打ち切り）による枯渇危機などで、新機種の開発が困難になった。また、こうした事情から第3.9世代移動通信システム以降への対応が難しくなり、第3世代移動通信システムの終焉後にフィーチャーフォン需要を満たせなくなることも懸念されていた。
フィーチャーフォン利用者は、フィーチャーフォン向けサービスの終了が相次いだり、そもそも最初からフィーチャーフォンには対応していなかったり、Eメールや今までのSNSに代わってスマートフォン向けの新しいSNS（LINEやFacebookなど）がコミュニケーションの主流として台頭する、SHA-2方式の通信に対応していなければ閲覧できないサイトが出る、ある一定の行動（割引サービスの享受やイベント参加）においてスマホアプリの利用が必須（ガラケー非対応）であるなど、本人の意思にかかわらず半ば強制される形でスマートフォンへの移行を考えなくてはならない状況に立たされてしまっている。
そうした事情はKDDI／沖縄セルラー電話連合のauにおいて特に顕著であり、同社が3G通信として採用しているCDMA2000方式は海外で段階的に停波され、日本国内のローカルな規格になりつつある。また同社の従来型フィーチャーフォンで使用している「BREW」も、開発元であるクアルコム社とのライセンスを継続するのが困難になり、2018年3月31日を以ってEZweb向けアプリの新規配信提供やアップデートが提供できなくなった。こうした事情から、日本の大手キャリアで最もフィーチャーフォンのLTE・VoLTE対応が必要な状況に立たされている。
かつてはフィーチャーフォンからスマートフォンへの移行を促す目的で、（日本製フィーチャーフォンがガラパゴスケータイと呼ばれる所以となった）日本独特の機能を搭載した「ガラパゴススマートフォン（ガラスマ）」が市場に投入された。そのガラスマの中には、折り畳み型やスライド型でテンキー付きという、フィーチャーフォン風味の製品「スマートケータイ（スマケー）」も存在した。その後ガラスマは定番化しあえて表記されることもなくなったが、スマケーは後述の通り失敗に終わった。

こうした状況に対応するため、従来型フィーチャーフォンに代わる新型フィーチャーフォンの開発に焦点が当てられることとなった。技術面をスマートフォンと共通化することでOSの開発停滞や半導体部品の枯渇を回避するとともに、それをベースに無駄な機能を削減しシステムの改修を施す手法で開発された新型フィーチャーフォンが、ガラホである。

## 需要と供給
端緒となった機種は、2015年春にKDDI・沖縄セルラー電話連合（各auブランド）が発売したシャープ製のAQUOS K SHF31である。正式名称は「4G LTEケータイ」といい、当初「ガラホ」は通称としてKDDIが名付けたもの。なお、コラムニストの深澤真紀が名付けた「日フォン（にふぉん）」という呼称が用いられることも一時期あったがこちらは全く定着せずに終わった。
当初はKDDI社内でもガラホをスマートフォンとフィーチャーフォンのどちらとして扱うべきか意見が割れていたらしく、製品発表会では「ガラケーの形をしたスマホ=ガラホ」と説明していた一方で、メディアの取材に対して発表会関係者から「ネクストフィーチャーフォン」と呼ぶ社員もいたことも明かされている。最終的にKDDIはSHF31をフィーチャーフォンとして販売することとなり、また「『通信方式がLTE』『CPUがクアッドコア』『テザリング機能の搭載』などの特徴を持つ新型フィーチャーフォン」として自社の用語集に明記するなど、ガラホは正式にフィーチャーフォンの一種として落ち着いた。
その後、これに続く形で他の大手通信キャリアも同様の設計の端末をガラホとは名乗らない名称で発売するが、各種の報道においては通称としてガラホと呼ばれることが多い。なお、これらの端末についてドコモは「spモードケータイ」、ソフトバンクは「4Gケータイ」および通称として「進化したガラケー」を用いている。
なお、同年10月にジュピターテレコム（J:COM）がMVNO（いわゆる格安スマホ）への参入を発表した際は、同社が折りたたみ型「スマートフォン」として販売する端末（LG Wine Smart）がガラホとして報道され、同社が販売する端末の製造元であるLGエレクトロニクスも「ガラホ=折りたたみ型スマートフォン」であるかのような表現をしていたなど、メーカーや報道機関などの間ではガラホという単語の誤用や解釈のズレがしばしば見られ、発売前のKDDI社内と同じ状況から今も抜けきれていない模様である。

### 料金体系と市場の動向
発売当初のガラホは話題こそ集めたものの、料金体系がスマートフォン用の高額な料金プランに若干の割引を付けた程度だったこともあって、売れ行きは芳しくなかった。
しかし2015年夏、この弱点を突く形でNTTドコモが従来型フィーチャーフォンで提供中のキャップ制料金を携えて参入すると、KDDIもドコモの料金プランの問題点を見抜いたかのように即座に対抗プランを打ち出すといった料金競争が始まった。またソフトバンクも両社に追随し、2015年の秋からスマートフォンより割安で従来型フィーチャーフォンに近い料金プランで参入した。こうした料金競争は2016年の秋にも再び起こり、スマートフォンで導入されていた5分以内の通話に限り回数制限無しで利用できる制度を（スマートフォンよりも安い基本料金で）導入したり、データ通信プランの価格改定や新設などの応酬が繰り広げられた。さらにMVNOとしては初となる、楽天モバイルによるガラホの取り扱いも発表された。
これらの競争の結果、現在は音声通話専用として基本料金のみで契約したり、Eメールなど少量のパケット通信であれば従来型フィーチャーフォンと同程度（もしくはデータ容量当たりの単価の差から、むしろ従来型よりも割安になるケースすらある）の料金で利用することも可能となっている。この影響を受けてか一時はKDDIとソフトバンクでは公式オンラインショップの人気機種ランキングで各メーカーのスマートフォンと並んでガラホが上位に入るといった現象も起きており、従来型フィーチャーフォンのユーザーのニーズを掴むことに成功したと見られる。なお、スマートフォン向けの高額な料金プランから若干の割引をした初期の料金プランは現在も廃止されておらず、また先述のようにガラホを取り扱うMVNOが出始めたこともあり、データ通信を多用するヘビーユーザー向けの選択肢も充実しつつある。
またガラホを製造しているメーカーについては、当初はシャープ1社のみだったが、ドコモの参入に合わせて富士通が、ソフトバンクの参入に合わせて京セラがそれぞれガラホの開発に乗り出した。3社が従来型フィーチャーフォンからガラホへの移行に注力する中、パナソニックだけが従来型フィーチャーフォン（ドコモ向けのP-01H）を継続して発売していたものの、こちらも辛うじて在庫のあった部品を利用しての生産であることが明かされており、P-01H発売1年後の2016年末までにはiモード携帯すべての出荷を終了している。それと入れ替わるかのようにパナソニックもガラホ「P-01J」を開発し、2016年11月4日に発売を開始した。

### 設計・機能
現在、キャリア（MNO）で発売されている全ての機種でOSに「Android」が使用されている。ガラケーからガラホに切り替わりつつあった2015年には「Firefox OS」を搭載したフィーチャーフォンの開発が示唆されていたこともあったが日本国内において結局実現することはなかった。しかし、約9年後の2024年7月に前述のFirefox OSの実質後継OSである「KaiOS」を搭載したフィーチャーフォンが日本市場向けに米国Orbic社より家電量販店、MVNO、オンラインストア各社より発売予定。
これまでのフィーチャーフォンと使用感を統一するため、テンキーを搭載した筐体にするだけでなく、OSもスマートフォン用と比べて大幅に改修されているのが特徴である。そのためGUIもテンキーによるショートカットが用意されるなど、片手操作を前提とした従来型フィーチャーフォンに極めて近い形式となっている。ただ、改修元のOSがスマートフォン用であることから、ブラウジングにおいてボタン操作を受け付けないスマートフォン用サイトに接続されるなど、タッチ操作を余儀なくされる場面が生じる可能性もある。この対策として、テンキー部分を指でなぞるとノートPCのタッチパッド（スライドパッド）のように働く機能（シャープ製の機種ではタッチクルーザーEX、京セラ製の機種ではタッチポインター）が搭載されている機種があり、ボタンとタッチを合わせた殆どの操作が片手持ちのままで使い分けられる設計となっている。現行では搭載されなくなっているが代わりとして十字キーで操作する。
それと併せて、フィーチャーフォンの根強い支持の要因にもなっている充電後の長時間稼動を実現するために、バックグラウンド通信（使用者の操作に関係なく行われる自動通信）を可能な限り遮断する改修も施されている。
ガラホを最初に開発したシャープによると、当初はタッチパネルを搭載することも検討したが、搭載するとテンキー側から画面側に持ち替える、もしくは両手を使う必要が出てしまいフィーチャーフォン同様の操作体系を阻害するため採用は見送ったとのこと。後に参入した富士通（2016年2月以降は、富士通コネクテッドテクノロジーズへ当該事業を移管）と京セラが開発した機種でもタッチパネル非搭載が踏襲されている。ただしタッチパネルの代替機能に関しては差異があり、富士通は画面内のマウスカーソルを十字キーで動かす形式であるが、京セラではシャープと同様のテンキー部分を指でなぞる方式を取っている。
機能面は従来のガラケーに搭載されていた機能の一部がスマートフォン用のもので置き換えられた形となっている。一例として、インターネット機能では従来はEZwebやiモードを閲覧するための簡易ブラウザと補完的に用いるためのサードパーティー製フルブラウザ（Opera Mobileなど）の2種類を搭載していたが、ガラホではAndroid標準のフルブラウザ（Google Chrome）に一本化されている。Webサイトへは自身をスマートフォンとして通知するため、従来型のケータイサイトへは接続できず、スマホ対応サイトではスマホ用ページが、それ以外のサイトではPC用ページが表示される。また、アプリによる機能追加はEZアプリやiアプリに対応しない代わりに、スマートフォン用アプリをベースにテンキー操作のための改修や動作確認がなされたガラホ専用のアプリが、キャリアやメーカーを経由して配信される。またスマートフォン市場で特に人気の高いアプリ（SNSアプリ「LINE」やオフィススイートアプリなど）は、配信とは別にプリインストールもしくはインストーラーが同梱されていることもある。

#### スマートフォンとの違い
ガラホはスマートフォンと同じ技術（特にAndroid OS）を用いていても設計および想定されている用途が全く異なるため、使用にあたって注意が必要な部分がある。
たとえばGoogle アカウントを本体に設定し、GmailなどGoogleが提供する各種サービスを公式アプリで連動させて使うことはできない。利用する場合はブラウザから登録・ログインして利用する方式となる。またアプリのインストールについてはGoogle Playに非対応であることに加え、いわゆる「野良アプリ」のインストールについてもロックがかけられているので、メーカーやキャリアが配信する専用アプリ以外は基本的にインストールできない。
Google Playへの対応ならびに先述のアカウント設定などには、省電力化を優先してOSにバックグラウンド通信を遮断する改修を施したことや、端末の製造元がGMS（Google Mobile Services）ライセンスを取得する必要があり、タッチパネルの搭載が取得の基本要件となっているためと考えられる。また野良アプリに対するロックも、タッチパネル搭載を前提としたアプリが多く正常な動作が保証できないためと考えられる。ただ、専用アプリ以外のアプリがインストールできないことによって、スマートフォンにおけるウイルス感染の大きな原因である「偽アプリ」のリスクを大きく減らせるため、スマートフォンよりも相対的にセキュリティが強固になるという副産物的なメリットも生んでいる。第18〜19代総務大臣の高市早苗は公務にガラホを用いる理由として、この点に着目したと窺える発言を残している。
しかし、アプリをインストールできないため、ガラホを用いたモバイルバンキングの場合、金融機関が採用するパッケージによっては、スマートフォン向けのサービスを使用する故に、ワンタイムパスワード使用のためのソフトウェアトークンを導入できないため、結果として、ガラホではモバイルバンキングが利用できない（よくて、動作保証外）としているケースも少なくない。ワンタイムパスワードをハードウェアトークンやEメール、SMS、インターネットバンキングの会員カードに記載された乱数表を用いる金融機関であれば、パソコンやスマートフォンはもちろんのこと、フィーチャーフォンのような操作性と同様とはいかないものの、辛うじて利用できる場合もある。
なお、これらの問題に対しては、OSの「開発者オプション」という機能を用いてAPKファイルをパソコンから転送するなどの方法を用いればアプリを自由にインストールすることも不可能ではないが、本来は文字通りアプリ開発者が動作検証などを行うために用いる方法であるため問題が発生しても自己解決が前提となる。
ガラホと酷似した外見で、過去に発売されたスマートケータイ（スマケー）と呼ばれる製品群は、画面がタッチパネルでありOSの改修も小幅なため、アプリのインストールが自由にできるなど完全にスマートフォンとして設計されている点が最大の違いである。しかしその実態はフィーチャーフォンの筐体にスマートフォンの中身を強引に移植したような無謀な設計であったため、フィーチャーフォンとスマートフォン双方の欠点ばかりが合わさってしまい商品展開は短命に終わった。ガラホの開発に際し、タッチパネルの採用を見送ってでも片手操作にこだわり、バックグラウンド通信の抑制など省電力化に力を入れたのもこのスマートケータイでの反省を取り入れての方針であるという。

## 機種一覧（Androidベース）
あくまでもフィーチャーフォンというコンセプトのもとで、機能を絞り込んだ設計である点はどの機種にも共通しているが、その一方でキャリアによって取り扱う端末の傾向には微妙な差異が見られる。

### KDDIグループ（MNO）
KDDIでは基本的に全機種がLTEに対応する。機能面では、高齢者向けに特化したかんたんケータイ KYF32、かんたんケータイライトKYF43除き、全ての機種でタブレットとの2台持ちを意識したテザリング機能や、パケット料金の節約に役立つWi-Fi機能を搭載するなど、従来型フィーチャーフォンとスマートフォンの中間的な端末として位置付けられている。
このうち2015年春から発売されているAQUOS Kシリーズは従来型フィーチャーフォンのハイエンド機種の流れを汲んでおり、約1300万画素のカメラ、Snapdragon 400のクアッドコアCPU（AQUOS CrystalやARROWS M01、KC-01、miraie KYL23など一部スマートフォンと同型）などを搭載する。一方、2016年2月19日に発売が開始されたGRATINA 4G KYF31はAQUOS Kシリーズと比較してスペックおよび販売価格はある程度抑えられており、NTTドコモやソフトバンクが低価格志向であること（後述）を受けて投入したことが見受けられる。
また3大キャリアでKDDIは唯一、自社サービスのauスマートパス（au Market）で、ごく少数ではあるがガラホ用アプリを配信している。
以下、AQUOSを冠する機種はシャープ製、その他の機種は京セラ製。
KDDI・沖縄セルラー電話（各au）
- AQUOS K SHF31
初号機。au VoLTEに非対応なため2022年3月31日をもって利用終了。
- AQUOS K SHF32
- GRATINA 4G KYF31
法人向けのカメラ無しモデルを2016年6月に追加。
- AQUOS K SHF33
- かんたんケータイ KYF32
auガラホ初のシニア向けケータイ。Wi-Fi、Bluetooth、LINEに非対応。
- TORQUE X01 KYF33
TORQUEシリーズ初のタフネスケータイ。
- GRATINA 4G KYF34
KYF31の新色として登場。通話用に3Gに対応しているが、3Gを使うには設定が必要。
- MARVERA KYF35
京セラ製ガラホ初のハイエンド機種。
- かんたんケータイ KYF36
上記のKYF35をベースにFM/AMラジオ、ワンセグ、おサイフケータイ、国外ローミング等の各種機能・サービスを省略し、これまで通りシニア・初心者向けに特化した機種。ただし、かんたんケータイとしては今回よりWi-Fiに正式対応。
- AQUOS K SHF34
- GRATINA KYF37
KYF31/34の後継機種。ガラホでのGRATINAシリーズにおいて唯一、歩数計に対応する。
また、auガラホとしておサイフケータイが搭載された最後の機種となった。
- かんたんケータイ KYF38
KYF36の後継機種。先代のKYF36同様引き続きWi-Fiに対応しているほか、かんたんケータイとしては今回よりBuletoothに正式対応。
- INFOBAR xv KYX31
LINEに加え、+メッセージが搭載された。また、この機種以降すべて+メッセージに対応する。
- GRATINA KYF39
auガラホにLINEが搭載された最後の機種。他社を含め、ガラホでは初のUSB Type-C端子に対応した。
- かんたんケータイ KYF41
KYF38の後継機種。この機種以降、LINEが搭載されなくなった。かんたんケータイとしては今回よりUSB Type-Cに正式対応。
- GRATINA KYF42
KYF39の後継機種。カメラのフラッシュ機能が省略された。
- かんたんケータイ ライト KYF43
KYF41をベースにWi-Fi、Bluetooth機能のみを省略した廉価モデル。
- G'zOne TYPE-XX KYY31
G'zOne TYPE-X（京セラとしてはTORQUE X01）の事実上の後継機種。ガラケー時代に人気を博したカシオ計算機のタフネスケータイG'zOneシリーズの20周年記念モデルとして復活し発売。デザインは元G'zOneシリーズ製作チーム。

UQコミュニケーションズ→KDDI／沖縄バリューイネイブラー→沖縄セルラー電話（各UQ mobile）
- DIGNO Phone KYF31U（KYF31のUQ mobile版）

### NTTドコモ（MNO）
NTTドコモは2015年夏に発売したSH-06GおよびF-05Gではこれらの機能は搭載せず、従来型フィーチャーフォンのOSだけを置き換えたような設計となっている。カメラが約500〜800万画素、CPUもSnapdragon 200のデュアルコアであるなど性能を抑えた代わりに価格も手頃で、従来型フィーチャーフォンのローエンド機種の流れを汲んでいる。その後、大手3社でいち早く法人向けフィーチャーフォンのガラホ化を手がけ、2016年2月にカメラレスケータイSH-03Hを発売した。その後、2016年の秋にKDDIに追従するようにLTE対応やWi-Fi機能搭載の端末を発表したが、KDDIのようなスペック重視の端末は見られない（らくらくホン F-02JのみSnapdragon410搭載）。加えて、自社サービスのdマーケットでもガラホ用アプリの配信は行っておらず、インストールできるのは各端末のメーカーが用意した物のみである点もKDDIと異なる。
- AQUOSケータイ SH-06G（spモードで使うFOMAケータイのため、Xi非対応）
- ARROWSケータイ F-05G（spモードで使うFOMAケータイのため、Xi非対応）
- AQUOSケータイ SH-03H（SH-06Gからカメラを省いた法人向けモデル。spモードで使うFOMAケータイのため、Xi非対応）
- AQUOSケータイ SH-01J（ドコモのガラホでは、この機種以降全てXiを使うspモードケータイとなる。）
- AQUOSケータイ SH-02K（SH-01Jからカメラを省いた法人向けモデル）
- P-Smartケータイ P-01J（パナソニック初のガラホ、Wi-Fi対応）
- らくらくホン F-02J（らくらくホン初のガラホ、Wi-Fi対応）
- カードケータイ KY-01L（20年ぶりのNTTドコモ向けに販売する京セラ製端末）
- AQUOS ケータイ SH-02L
- arrows ケータイ F-03L
- らくらくホン F-01M
- DIGNO ケータイ ベーシック KY-41B（カメラを省いた法人向けモデル）
- arrows ケータイ ベーシック F-41C（F-03LからWi-FiとBluetoothを省略した廉価モデル）
- DIGNO ケータイ KY-42C

### ソフトバンクグループ（MNO）
ソフトバンクが扱う端末は、SoftBankブランド、Y!mobileブランドともに、LTEおよびVoLTEへの対応は早かったが、ドコモと同じくテザリングやWi-Fiには全機種が対応していない状況だった。また、クアッドコア CPU（Snapdragon 210）を搭載するが、KDDIのAQUOS Kで採用された物より動作周波数は低いなど、ドコモほどではないが、やはりこちらも性能よりも価格の低さを重視している傾向にある。また、大型のボタンなどが特徴的なシニア向けに特化したガラホは、同社の「かんたん携帯9 SoftBank 505SH」が最初の機種となる。またドコモと同時期となる、2016年の秋にWi-Fi機能などを搭載した端末を発表したが、やはりスペック重視の端末は見受けられず、ガラホ用アプリの配信も行われていない。
SoftBank
- AQUOSケータイ 501SH
- DIGNOケータイ SoftBank 501KC
- かんたん携帯9 505SH（かんたん携帯初のガラホ）
- DIGNOケータイ for Biz 505KC（法人向けカメラ無しモデル、2016年6月下旬以降発売）
- AQUOSケータイ2 601SH（ソフトバンクのガラホでは初めてWi-Fi対応）
- DIGNOケータイ2 701KC
- かんたん携帯10 807SH
- AQUOSケータイ3 805SH
- DIGNO ケータイ3 902KC
- AQUOSケータイ3 A205SH
- DIGNOケータイ4 A202KC
- かんたん携帯11 A207SH

Y!mobile
- AQUOSケータイ 504SH
- DIGNOケータイ 502KC
- AQUOSケータイ2 602SH
- Simply 603SI
- DIGNOケータイ2 702KC
- AQUOSケータイ3 806SH
- DIGNOケータイ3 903KC
- AQUOSケータイ4 A206SH
- DIGNOケータイ4 A203KC

### その他（SIMフリーやMVNO）
- AQUOSケータイ SH-N01
- Niche Phone-S（3Gのみ）
- Niche Phone-S 4G
- Niche Phone-S＋

## 機種一覧（KaiOSベース）

### KDDIグループ、NTTドコモ、ソフトバンクグループ（MNO）
2024年7月現在は、取り扱いなし。

### その他（SIMフリーやMVNO）
今のところ、上記の通りMNOでの取り扱いはされていないが、2024年3月にKDDIがKaiOSを提供する「KaiOS Technologies」に出資しており、今後の展開に期待される。
- Orbic JOURNEY Pro 4G（2024年7月26日発売）